# Riboswitch

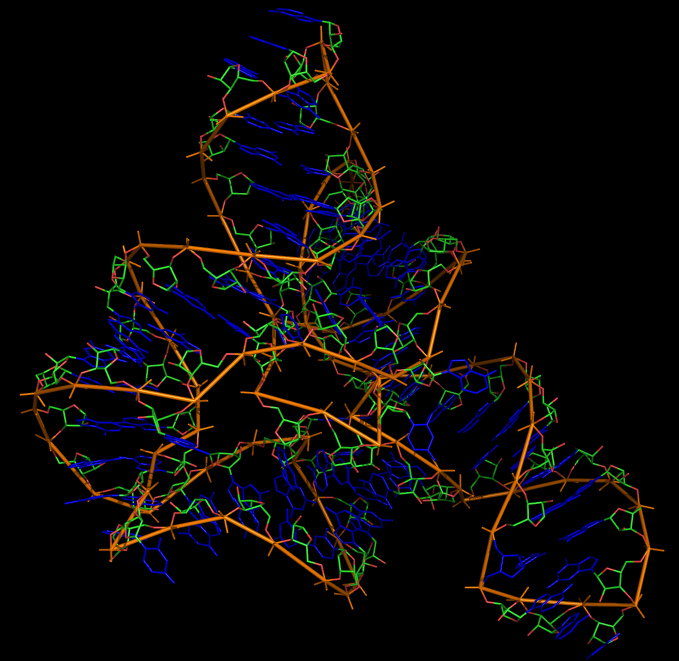
Structure 3D du riborégulateur fixant la S-adénosylméthionine

Un riboswitch est un des systèmes de type riborégulateur. Il s'agit d'une structure d'ARN présente sur la partie amont (en 5'), non traduite, de certains ARN messagers. Un riboswitch comporte deux parties : l'aptamère (simple ou en tandem) et la plateforme d'expression. L'aptamère peut lier directement un ligand (une petite molécule) ce qui déclenche une modification de structure de la plateforme d'expression. Cette modification va influer sur l'expression du gène porté par l'ARNm en bloquant ou en activant la transcription ou la traduction de la protéine correspondante. Les riboswitches sont ainsi une des voies possibles de régulation de la traduction.
Très souvent, le ligand du riboswitch est un métabolite de la réaction catalysée par la protéine codée par l'ARNm, ce qui conduit à un mécanisme de rétroaction directe. 
Les riboswitches ont été principalement observés chez les bactéries, bien qu'ils existent aussi chez certains plantes, champignons, phages et archées. Ils réguleraient ainsi une partie non négligeable du génome bactérien, par exemple environ 2 % du génome de B. subtilis est sous le contrôle de riboswitches.  

## Découverte des riboswitches
De nombreuses bactéries sont capables de transporter des métabolites de l'environnement ou de les synthétiser à partir de précurseurs mais cela nécessite l'utilisation de protéines. De plus, celles-ci permettent d'évaluer la concentration des métabolites cellulaires puis interagissent avec l'ADN ou l'ARN pour moduler l'expression d'enzymes.  Ainsi lorsque l'inhibition des gènes de la biosynthèse des vitamines B1, B2 et B12 par la thiamine, la riboflavine et la cobalamine, respectivement, a été élucidée, et les protéines supposément responsables de cette inhibition ont été recherchées. Cependant, ces protéines ne furent jamais trouvées. À la place, des séquences conservées d'ARNm ont été identifiées en 2002 et suggérèrent la possibilité d'une régulation par l'ARNm. Finalement, il fut montré que trois dérivés de vitamines (TPP,, FMN et AdoCbl) pouvaient directement interagir avec leurs ARNm. 
Ainsi, le premier riboswitch identifié lie la thiamine pyrophosphate (TPP) et régule l'expression des enzymes de synthèse de la vitamine B1, l'adénine, la lysine ou la S-adénosylméthionine et régule la production des enzymes impliquées dans les voies de biosynthèse correspondantes.

## Mécanisme d'action
L'aptamère du riboswitch lie le ligand de manière hautement spécifique ce qui induit en aval la modification structurale de la plateforme d'expression. La structure primaire de l'aptamère varie de 30 nucléotides (riboswitch preQ1) à plus de 150 nt (riboswitch TPP). 
Généralement, cette modification entraîne l'arrêt de l'expression du gène, néanmoins des riboswitches sont capables d'activer celle-ci. Il existe différents mécanismes de régulations, la plupart jouant sur la régulation de la transcription ou de la traduction. Les mécanismes identifiés sont notamment :
- Formation d'une boucle de terminaison de la transcription rho-indépendante menant à un arrêt prématuré de la transcription.
- Changement de conformation menant à la séquestration du site de fixation du ribosome (RBS) et à fortiori à l'inhibition de la traduction.
- Auto-clivage du riboswitch (ribozyme) lorsque le ligand est présent en concentrations suffisantes (exemple du riboswitch glmS liant la glucosamine-6-phosphate).
- Modification de l'épissage du pré-ARNm[12].

## Classes de riboswitches
Il existe actuellement plus de 20 classes de riboswitches réparties en fonction de la nature de leur ligand. Elles peuvent être regroupées comme suit :
- Liaison d'acides aminés : Glycine[13], glutamine[14], lysine[15].
- Liaison de bases azotées : 2'-déoxy-guanosine (dG)[16], adénine[17], guanine[18], pré-queuosine (Pré-Q1)[19].
- Liaison de coenzymes et de cofacteurs : Adénosyl-cobalamine (AdoCbl)[20], cofacteur de molybdène (Moco)[21],  cofacteur de tungstène (Tuco)[21], flavine mononucléotide (FMN)[22], ion fluor (F−)[23], ion magnésium (Mg2+)[24], ion manganèse (Mn2+)[25],[26], nickel et cobalt (NiCo)[27], S-adénosylhomocystéine (SAH)[28], S-adénosylméthionine (SAM)[29], thiamine pyrophosphate (TPP)[30],[31].
- Liaison d'autres ligands : ARNt libre[32], glucosamine-6-phophate (GlcN6P)[33], guanosine monophosphate cyclique (c-di-GMP)[34], adénosine monophosphate cyclique (c-di-AMP)[35], pH[36].

## Applications thérapeutiques
L'application thérapeutique des riboswitches est basée sur l'utilisation de molécules analogues non-métabolisables du ligand naturel. Le but est de bloquer l'expression du gène contrôlé par le riboswitch.
Des essais ont été entrepris chez plusieurs animaux dans le cadre de la mammite bovine causée par S. aureus et chez la souris pour des infections à C. difficile. Ces deux bactéries étant connues pour leurs multiples résistances aux antibiotiques, les riboswitches présentent donc une alternative intéressante aux antibiothérapies même si les essais n'en sont qu'à leurs débuts. 